# Liste der Straßen und Plätze in Obergohlis

Lage der Gemarkung Obergohlis in Dresden

Die Liste der Straßen und Plätze in Obergohlis beschreibt das Straßensystem im Dresdner Stadtteil Obergohlis mit den entsprechenden historischen Bezügen. Aufgeführt sind Straßen, die im Gebiet der Gemarkung bzw. Ortschaft Obergohlis liegen. Kulturdenkmale in der Gemarkung Obergohlis sind in der Liste der Kulturdenkmale in Obergohlis aufgeführt.
Obergohlis ist Teil des statistischen Stadtteils Cossebaude/Mobschatz/Oberwartha. Wichtigste Straße ist die Dresdner Straße im Süden der Gemarkung, ein Abschnitt der Bundesstraße 6. Insgesamt gibt es in Obergohlis 14 benannte Straßen und Plätze, die in der folgenden Liste aufgeführt sind.

## Legende
Die nachfolgende Tabelle gibt eine Übersicht über die vorhandenen Straßen und Plätze im Ortsteil sowie einige dazugehörige Informationen. Im Einzelnen sind dies:
- Name/Lage: Aktuelle Bezeichnung der Straße oder des Platzes sowie unter ‚Lage‘ ein Koordinatenlink, über den die Straße oder der Platz auf verschiedenen Kartendiensten angezeigt werden kann. Die Geoposition gibt dabei ungefähr die Mitte der Straße an.
- Länge/Maße in Metern: Die in der Übersicht enthaltenen Längenangaben sind nach mathematischen Regeln auf- oder abgerundete Übersichtswerte, die in Google Earth mit dem dortigen Maßstab ermittelt wurden. Sie dienen eher Vergleichszwecken und werden, sofern amtliche Werte bekannt sind, ausgetauscht und gesondert gekennzeichnet. Bei Plätzen sind die Maße in der Form a × b dargestellt. Der Zusatz ‚im Stadtteil‘ bzw. ‚im Ortsteil‘ gibt an, wie lang die Straße innerhalb des Stadt-/Ortsteils ist, sofern sie durch mehrere Stadt-/Ortsteile verläuft.
- Namensherkunft: Ursprung oder Bezug des Namens.
- Jahr der Benennung: Zeitpunkt, zu dem die Straße ihren heute gültigen Namen erhielt (sofern bekannt).
- Anmerkungen: Weitere Informationen bezüglich anliegender Institutionen, der Geschichte der Straße, historischer Bezeichnungen, Baudenkmalen usw.
- Bild: Foto der Straße.

## Straßenverzeichnis
| Name/Lage                    | Länge/Maße | Namensherkunft                                                                  | Jahr der Benennung | Anmerkungen | Bild                                 |
| ---------------------------- | ---------- | ------------------------------------------------------------------------------- | ------------------ | --- | ------------------------------------ |
| Am Hang Lage                 |            | Lage am Hang zwischen Elbtalkessel und Meißner Hochland                         |                    | Die nach 1900 angelegte Straße Am Hang markiert die südliche Gemarkungsgrenze von Obergohlis. Die bergwärts bzw. südlich der Straße gelegenen Grundstücke gehören zu Mobschatz, jene auf der Talseite zu Stetzsch bzw. zu Obergohlis. |                                      |
| Cossebauder Straße Lage      |            | Cossebaude, südwestlich benachbarter Ortsteil                                   |                    | Die Cossebauder Straße verbindet die Ortskerne von Nieder- und Obergohlis mit Cossebaude. |                                      |
| Dorfstraße Lage              |            | Standort des alten Dorfs Niedergohlis                                           |                    | |                                      |
| Dresdner Straße Lage         |            | Dresden                                                                         |                    | Die Dresdner Straße ist ein Abschnitt der Bundesstraße 6. |                                      |
| Elbstraße Lage               |            | Elbe                                                                            |                    | An Elbstraße und Windmühlenweg liegt der alte Dorfkern von Obergohlis, das als Gassendorf entstand. | Elbstraße                            |
| Fehrmannweg Lage             |            | Adolf Fehrmann, Obergohliser Gutsbesitzer                                       |                    | | Fehrmannweg                          |
| Flensburger Straße Lage      |            | Flensburg                                                                       |                    | Die Flensburger Straße setzt sich durch Stetzsch und Kemnitz bis zur Elbbrücke der A 4 fort. |                                      |
| Gartenstraße Lage            |            | Garten                                                                          |                    | Die Gartenstraße ist die östliche Fortsetzung der Grenzstraße und verläuft abschnittsweise ebenso wie diese entlang der südlichen Niedergohliser Flurgrenze. Der Straßenname nimmt Bezug auf die umliegenden Gärtnereien.             |                                      |
| Gohliser Weg Lage            |            | Gohlis                                                                          |                    | Der Gohliser Weg verbindet Garten- und Dresdner Straße. | Gohliser Weg                         |
| Grüner Weg Lage              |            | Grün                                                                            |                    | Der Grüne Weg ist südlich der Dresdner Straße ein Abschnitt der Kreisstraße 6241, die weiter über Mobschatz, Merbitz und Podemus nach Roitzsch führt.                                                                                 | Grüner Weg                           |
| Ludwigstraße Lage            |            | Johannes Ludewig (1715–1760), der „gelehrte Bauer“ von Cossebaude               |                    | |                                      |
| Manfred-Streubel-Straße Lage |            | Manfred Streubel (1932–1992), Lyriker, Dramatiker, Essayist und Kinderbuchautor |                    | | Manfred-Streubel-Weg                 |
| Stöckigtweg Lage             |            | Stöckigt (Flurname)                                                             |                    | |                                      |
| Windmühlenweg Lage           |            | Gohliser Windmühle                                                              |                    | An Windmühlenweg und Elbstraße liegt der alte Dorfkern von Obergohlis, das als Gassendorf entstand. | Windmühlenweg mit Gohliser Windmühle |